# Hormigas en la boca
Hormigas en la boca és una pel·lícula hispano-cubana de 2005 dirigida per Mariano Barroso i protagonitzada per Jorge Perugorría, Ariadna Gil, Eduard Fernández i José Luis Gómez, entre d'altres.

## Sinopsi
Després de ser sorprès per la policia en ple assalt a un banc, Martín és condemnat a passar deu anys en una presó espanyola. Res més sortir de presó decideix anar a Cuba a la recerca de Julia, la seva parella que li va trair i que va aconseguir escapar de la policia emportant-se el botí del atracament. No obstant això, en 1958 l'Havana és una ciutat d'allò més complicada que es troba en plena convulsió política; un lloc que viu un moment d'esperança i contradicció plena de vividors i caçarecompensrs que es donin cita a la recerca del seu tros de pastís. La corrupció omple pels carrers, i Martín se n'adonarà que trobar la seva antiga companya i recuperar els diners serà més complicat del que semblava.

## Repartiment
- Eduard Fernández	...	Martín
- Ariadna Gil...	Julia
- Jorge Perugorría...	Freddy
- José Luis Gómez...	Dalmau
- Samuel Claxton... Despanier
- Isabel Santos...	Laura
- Manuel Porto...	Tiburón
- José Pedro Carrión	...	Medina
- Néstor Jiménez	...	El chino
- Chani Martín	...	Comissari

## Comentaris
Com ja fessin a El embrujo de Shanghai, Eduard Fernández (Los lobos de Washington) i Ariadna Gil (Soldados de Salamina) interpreten a la parella protagonista d'aquest llargmetratge, acompanyats en aquesta ocasió per Jorge Perugorría (Cosas que dejé en La Habana). Una producció d'època, amb fons i forma de sèrie negra, dirigida per Mariano Barroso (Éxtasis, Kasbah), qui faa una adaptació lliure de la novel·la Amanecer con hormigas en la boca, del seu germà Miguel. Un repàs a la historia recent de Cuba, rodada a l'Havana i centrada en la confusió prèvia a la revolució acabdillada per Fidel Castro.

## Premis
Medalles del Cercle d'Escriptors Cinematogràfics
| Categoria           | Persona                                             | Resultat |
| ------------------- | --------------------------------------------------- | -------- |
| Millor guió adaptat | Alejandro Hernández, Mariano Barroso i Tom Abrahams | Nominada |

XX Premis Goya
| Categoria                  | Persona      | Resultat |
| -------------------------- | ------------ | -------- |
| Millor disseny de vestuari | Sonia Grande | Nominada |

IV Premis Barcelona de Cinema
Nominat al millor actor (Eduard Fernández)
Festival de Màlaga
Biznaga d'Or (Mariano Barroso) i Biznaga de Plata al millor actor (Eduard Fernández)